# Gilda Langer
Gilda Langer (nacida como Hermengild Langer; 16 de mayo de 1896 – 31 de enero de 1920) fue una actriz de cine y teatro alemana cuya carrera comenzó a mediados de la década de 1910 y duró hasta su muerte en 1920. Apareció tanto en el teatro como en el cine mudo; sin embargo, todas las películas en las que aparece Langer como actriz se consideran actualmente perdidas.

## Primeros años
Gilda Langer nació como Hermengild Langer en el seno de una familia de alemanes de los Sudetes en Oderfurt, Imperio austrohúngaro (actualmente Přívoz, República Checa). Alrededor de 1915, conoció en Viena al dramaturgo y guionista austriaco Carl Mayer, quien la llevó a Berlín y la ayudó a conseguir un contrato como actriz de teatro en el Teatro Residenz. Su primer papel en el teatro fue en una producción de la obra Dyckerpotts Erben, escrita por Robert Grötzach en 1917.

## Carrera cinematográfica
En 1917, Carl Mayer anunció a la prensa cinematográfica que Langer empezaría a aparecer en papeles protagonistas en varias películas de la recién creada compañía berlinesa Star-Film. Su primer papel en el cine fue en el drama de 1917 dirigido por Alexander Antalffy y Paul Leni The Mystery of Bangalore, junto a los actores Conrad Veidt y Harry Liedtke. En 1918 interpretó un papel protagonista en el drama dirigido por Jenő Illés Struggling Souls. Tras conocer al cineasta Fritz Lang, Langer tuvo una aparición destacada en las películas de Lang Halbblut y Der Herr der Liebe, ambas estrenadas en 1919.
En 1919, Gilda Langer fue elegida para interpretar el papel de Jane en la película de terror expresionista alemana El gabinete del doctor Caligari, dirigida por Robert Wiene y escrita por Carl Mayer y Hans Janowitz. Sin embargo, Langer enfermó antes del rodaje y tuvo que ser sustituida por la actriz Lil Dagover. Su último papel en el cine fue en el drama de 1919 The Woman with Orchids, escrito por Fritz Lang y dirigido por Otto Rippert.

## Vida personal y muerte
En enero de 1920, Langer se comprometió con el director de cine húngaro Paul Czinner. Langer enfermó de una infección pulmonar tras contraer la gripe española poco después de este compromiso y murió el 31 de enero de 1920, a los 23 años. Su funeral se celebró el 4 de febrero de 1920 y fue enterrada en el Stahnsdorf South-Western Cemetery en Stahnsdorf, Brandenburg.